# مليسة بولنوكية
مليسة بولنوكية (الاسم العلمي: Melissa bolnokensis) هي نوع نباتي يتبع جنس المليسة من فصيلة الشفوية.